# کرپس (اکلاهما)
کرپس(به انگلیسی: Krebs) شهری در ایالت اکلاهما کشور ایالات متحده آمریکا است که جمعیت آن در سرشماری سال ۲۰۱۰ میلادی، ۲٬۰۵۳ نفر بوده‌است.